# Lánský vrch
Der Lánský vrch (deutsch Hubenberg) ist ein 423 Meter hoher Berg bei Sedmlánů, Gemeinde Skorošice, in der Žulovská pahorkatina (Friedeberger Hügelland) in Tschechien. Auf seinem Gipfel befindet sich ein weit sichtbarer hölzerner Riesentisch mit zwei Stühlen.

## Lage
Der unbewaldete Berg erhebt sich 50 m aus der umliegenden Ebene. Am nördlichen Fuße verläuft die Staatsstraße I/60 zwischen Javorník und Žulová. Westlich fließen die Bäche Vojtovický potok und Petrovický potok. Nordöstlich erhebt sich die Kaní hora (Hutberg, 476 m n.m.), im Südwesten der Dvorský vrch (459 m n.m.).
Umliegende Ortschaften sind Dolní Les im Norden, Tomíkovice im Osten, Žulová im Südosten, Skorošice im Süden, Petrovice im Südwesten, Vojtovice im Westen sowie Bergov im Nordwesten.

## Beschreibung
Der sanfte Kegel des Lánský vrch besteht wie die umgebenden Erhebungen aus Friedeberger Granit und Hutbergdiorit; er wurde jedoch über Jahrhunderte als Weidefläche genutzt, Steinbruchbetrieb erfolgte nicht. Lediglich am Westhang befinden sich Haine und baumbestandene Raine.
Im Jahre 2007 errichtete die Jugendgruppe REZ mit finanzieller Unterstützung durch das Prager Architekturstudio ACHT auf dem Aussichtspunkt einen hölzernen Riesentisch mit zwei Stühlen. Wegen Vandalismusschäden wurde das Kunstwerk 2009 in Vlčice repariert und danach wieder aufgestellt.
Der Lánský vrch bietet einen Rundblick über den Kessel zum Hauptkamm des Reichensteiner Gebirges (Rychlebské hory) im Westen und Süden sowie den bewaldeten Inselbergen der Žulovská pahorkatina (Kaní hora, Smolný vrch, Boží hora, Borový vrch) im Norden und Osten, hinter denen die Gipfel des Studniční vrch, Šerák und Keprník erkennbar sind.